# Kanton Oullins
Oullins is een voormalig kanton van het Franse departement Rhône. Het kanton maakte deel uit van het arrondissement Lyon en omvatte uitsluitend de gemeente Oullins. Deze gemeente werd op 1 januari 2015 onderdeel van de toen opgerichte Métropole de Lyon, waarvan in maart van datzelfde jaar alle kantons opgeheven werden.